# Joan Francesc Fondevila Gascón
Joan Francesc Fondevila Gascón (Terrassa, Vallès Occidental, 3 d'octubre de 1971) és professor, comunicòleg, periodista, tecnòleg i escriptor, president de la Societat Catalana de Comunicació de l'Institut d'Estudis Catalans de 2022 ençà, director del Centre d'Estudis sobre el Cable (CECABLE) de 1995 ençà i president de l'Associació per al Foment Cultural de Terrassa de 1994 ençà. És especialista en periodisme, periodisme digital, comunicació, comunicació digital, màrqueting, telecomunicacions i tecnologia. És l'historiador i l'estadístic del Terrassa Futbol Club.

## Biografia i trajectòria
Es doctorà en Periodisme i Ciències de la Comunicació el 2002 a la Universitat Autònoma de Barcelona  amb la tesi “El desenvolupament del cable a Espanya i Catalunya en el marc internacional”, sota la direcció de Marcial Murciano. Des de 2022 és Catedràtic d'Universitat. Des del 2002 exerceix de professor en diverses universitats, com Blanquerna-Universitat Ramon Llull, Escola Universitària Mediterrani-Universitat de Girona, Euncet Business School, EAE Business School, Universitat Pompeu Fabra, Universitat Oberta de Catalunya i CESINE Centro Universitario, entre d'altres.
Des de 1995 és director del CECABLE, centre tecnològic de recerca que analitza els impactes del cable i la banda ampla en l'àmbit social i que organitza les Jornades del Cable i la Banda Ampla a Catalunya (actualment, anomenades DMT fòrum i coorganitzades amb Feceminte). És Investigador Principal del Grup de Recerca SIMPED (Sistemes Innovadors de Monetització de Periodisme i Màrqueting Digital) i del Grup de Recerca Periodisme i Màrqueting Digital i Banda Ampla, i membre del grup de recerca GRECPR, i ha liderat diversos projectes competitius (europeus i estatals) i contractes de investigació.
Entre articles en revistes científiques indexades, llibres, capítols de llibre i ponències en congressos nacionals i internacionals, acumula més de 500 publicacions. Ha creat els conceptes científics de Societat de la Banda Ampla i de cloud journalism.
És el descobridor de la data de fundació (1906) del Terrassa Futbol Club, l'historiador i l'estadístic de l'entitat. Ha guanyat nombrosos premis i ha escrit llibres sobre el Terrassa FC, el centenari del Terrassa FC, el futbol terrassenc, la gimnàstica a Terrassa, l'hoquei a Terrassa i l'handbol a Terrassa. Ha col·laborat i col·labora amb nombrosos mitjans de comunicació.

## Publicacions
Ha publicat nombrosos llibres:
- Sant Bernat. Olesa de Montserrat. (Els barris d'ADIGSA) (1995). Barcelona: Generalitat de Catalunya. ISBN 8439333722, ISBN 978-8439333722
- Història del Terrassa Futbol Club. Una entitat per a una ciutat (1997). Terrassa: AFCT.
- Martí de Riquer: la gran obra d'un humanista expert en literatura provençal, catalana medieval i cervantina (2003). Barcelona: Fundació Catalana per a la Recerca.
- El Cable en España (2003). Terrassa: CECABLE.
- El Cable a Catalunya (2003). Terrassa: CECABLE.
- Història de la gimnàstica a Terrassa: el llegat d'Enric Ycart (2004). Terrassa: Associació per al Foment Cultural de Terrassa (AFCT).
- El Centenari del Terrassa Futbol Club (1906-2006) (2006). Terrassa: Terrassa FC.
- El Centenario del Terrassa Futbol Club (1906-2006) (2006). Terrassa: Terrassa FC.
- Trabajo de Fin de Grado en Ciencias Sociales y Jurídicas (2013). Pamplona: Ediciones Internacionales Universitarias S. A. (EIUNSA).
- El Centenari del Terrassa Futbol Club (1906-2006) (2020). (segona edició) Terrassa: Terrassa FC i Omnia Books.
- La Secció d’Hoquei del Terrassa Futbol Club i del Club Deportiu Terrassa. Una Història de Llegenda (2022). Terrassa: Terrassa FC, Omnia Books y Associació per al Foment Cultural de Terrassa (AFCT).
- Història de l’Handbol a Terrassa (2022). Terrassa: Omnia Books y Associació per al Foment Cultural de Terrassa (AFCT).
- Terrassa Futbol Club, més de cent anys fent història. Terrassa: Omnia Books i Terrassa FC.
- Milagro en el agua. Berez Haziku.

## Premis i reconeixements
Ha guanyat nombrosos premis i reconeixements, per la seva a activitat de recerca, docència i gestió, com a estudiós de l’esport i com a escriptor. Per exemple, entre d'altres, el 2012 va guanyar el Premi Connexió (Feceminte, Generalitat de Catalunya, Gobierno de España, COETTC, ACET, Pimec, Foment de Treball). El 2013 va guanyar el VII Premi de Recerca Universitària de Premsa Comarcal (Fundació Catalana de la Premsa Comarcal i ACPC, Generalitat de Catalunya i Xarxa Vives d'Universitats) per la investigació "L'ús de la tecnologia als diaris de l'ACPC: fórmules de millora de rendibilitat a través d'Internet". El 2015 va rebre un reconeixement del Terrassa Futbol Club i el Premio Excelencia en Comunicación y Divulgación de las TIC (COETTC) gràcies al seu blog científic Telecomunicaciones y Periodismo. El 2017 va guanyar el IX Premi de Recerca Universitària de Premsa Comarcal (ACPC, Generalitat de Catalunya i Xarxa Vives d'Universitats) per la investigació "L’ús de les xarxes socials als diaris de l’ACPC: fórmules per aconseguir impacte i ingressos". El 2018-19 va guanyar el Premi al Professor Millor Valorat (Euncet Business School-Universitat Politècnica de Catalunya), així com el 2019-21). El 2021 va conquerir el Worldwide Gold Award. El 2022 va guanyar el Premi Científic Internacional QP,el I Premio Literario Serranía de Guadalajara, el V Premio Internacional de Relato sobre Olivar, Aceite de Oliva y Oleoturismo (Modalitat Xarxes Socials i Modalitat Vot Popular; en va fer donació a obra social a Terrassa) i el VI Concurso de Microrrelatos sobre Derechos Humanos de Amnistía Internacional. El 2023 va conquerir el Concurso de Poesías "Mariposas para DEBRA" (Ajuntaments de Burgos i Marbella) i el Premi Associació Cultural Amics de la Ràdio (ACAR). El 2024 va guanyar el Premi de Recerca de la Secció de Filosofia i Ciències Socials de l’Institut d’Estudis Catalans, el Premio “Comunicación y Hombre”, el Premio Docente de EAE Business School-Universitat Politècnica de Catalunya, el Reconeixement Excel·lència en Comunicació Acadèmica en Català Societat Catalana de Comunicació-Institut d’Estudis Catalans (SCC-IEC), el Reconeixement Excel·lència Científica en Comunicació Societat Catalana de Comunicació-Institut d’Estudis Catalans (SCC-IEC) (2024) i el Reconeixement Excel·lència Educadora en Comunicació Societat Catalana de Comunicació-Institut d’Estudis Catalans (SCC-IEC), el I Concurso Internacional de Literatura Erótica y Amorosa amb la novel·la "Milagro en el agua", inspirada en la riuada de 1962 a Terrassa i comarca, el I Concurso de Microrrelatos y Micropoemas “Romería de la Virgen de las Viñas” (Tomelloso, Ciudad Real), el Premi Associació Cultural Amics de la Ràdio (ACAR) i el II Certamen Literario Internacional José Nicolás Pascual Herrero (Magaña, Sòria).